# Palazzo Gonzaga di Vescovado
Il palazzo Gonzaga di Vescovato, o palazzo Gonzaga, è un edificio storico di Milano, costruito in forme neoromaniche fra il 1897 e il 1901. Si trova sull'attuale via Carducci ai civici 28 e 30, denominata via San Gerolamo all'epoca della costruzione del palazzo. Oggi una parte dell'edificio ospita alcune aule dell'Università Cattolica del Sacro Cuore di Milano.

## Storia
Il palazzo fu costruito a partire dal 1897 dall'architetto Cecilio Arpesani, allievo di Camillo Boito, su commissione del principe Emanuele Gonzaga (1858-1914) di Vescovato, a uso di propria dimora. Arpesani (1853-1924) fu architetto prolifico con una committenza principalmente costituita da ricche famiglie nobili e borghesi della città di Milano e dalla Chiesa: a cavallo fra l'Ottocento e il Novecento progettò in città diversi edifici fra cui la palazzina Sessa, il palazzo dell'Istituto Marcelline Tommaseo, la Basilica di Sant'Agostino, la Chiesa di Santa Croce.
L'area sulla quale fu eretto l'edificio era prima occupata da una modesta casa d'affitto e da costruzioni basse destinate a uso di magazzini serviti dal Naviglio per una superficie totale di 2 935 mq. Il Principe volle che la nuova costruzione contenesse ancora alcuni appartamenti d'affitto e che il palazzo fosse disegnato seguendo le tradizioni dell'architettura neoromanica lombarda avvicinandosi il più possibile alle forme della Basilica di Sant'Ambrogio, da lì non distante: proprio nel maggio 1897, infatti, si era celebrato il quindicesimo centenario del patrono di Milano, morto nell'anno 397 d.C..

## Architettura
Il palazzo si presenta come un corpo arretrato fiancheggiato da due ali che delimitano un cortile chiuso da una cancellata in ferro battuto, piuttosto rara a Milano. L'uso del mattone in cotto e dei balconi al contrario mostrano uno stile revival ispirato alla tradizione lombarda. 
L'ingresso con la portineria ricorda i sacelli tipici delle chiese romaniche.